# Carol Moseley Braun
Carol Elizabeth Moseley Braun, también a veces Moseley-Braun (nacida el 16 de agosto de 1947), es una diplomática, política y abogada estadounidense que representó a Illinois en el Senado de los Estados Unidos de 1993 a 1999.
Fue la primera mujer afroestadounidense Senadora, la primera senadora afroestadounidense del Partido Demócrata, la primera mujer en derrotar a una senadora estadounidense en una elección y la primera senadora de Illinois. Fue la única senadora femenina de Illinois hasta que Tammy Duckworth se convirtió en senadora de Illinois en enero de 2017. Desde 1999 hasta 2001 fue embajadora de Estados Unidos en Nueva Zelanda. Fue candidata a la nominación demócrata durante las elecciones presidenciales de 2004 en los Estados Unidos. Tras el anuncio público de Richard M. Daley de que no buscaría la reelección, en noviembre de 2010, Braun comenzó su campaña para ser electa alcaldesa de Chicago. Se colocó cuarta en un campo de seis candidatos, perdiendo el 22 de febrero de 2011, la elección ante Rahm Emanuel.